# Irsingen (Gerolfingen)
Irsingen (fränkisch: Ihsching) ist ein Gemeindeteil der Gemeinde Gerolfingen im Landkreis Ansbach (Mittelfranken, Bayern). Die Gemarkung Irsingen hat eine Fläche von 2,783 km². Sie ist in 283 Flurstücke aufgeteilt, die eine durchschnittliche Fläche von 9835,23 m² haben. Die Sportanlagen von Aufkirchen liegen in der Gemarkung Irsingen.

## Geografie
Das Dorf ist unmittelbar von Acker- und Grünland umgeben. Im Nordwesten wird die Flur Lohfeld genannt. Etwas weiter nordwestlich befindet sich der Römerpark Ruffenhofen. Unmittelbar östlich des Ortes entspringt der Schagertsgraben, ein rechter Zufluss der Wörnitz. Eine Gemeindeverbindungsstraße verläuft nach Frankenhofen (1,7 km südwestlich) bzw. an Aufkirchen vorbei nach Gerolfingen zur Staatsstraße 2218 (2 km nordöstlich). Eine weitere Gemeindeverbindungsstraße verläuft zur Kreisstraße AN 47 bei Himmerstall (1,7 km südlich).

## Geschichte
Wahrscheinlich fand eine erste Besiedelung zur Zeit der Alemannen statt.
Erstmals urkundlich erwähnt wurde der Ort im Jahre 1053 als „Ursingen“, womit es der älteste Gemeindeteil der Gemeinde Gerolfingen ist.
Gegen Ende des 18. Jahrhunderts gab es in Irsingen 25 Anwesen und ein Gemeindehirtenhaus. Die Fraisch war umstritten. Sie wurde sowohl vom ansbachischen Oberamt Wassertrüdingen als auch vom oettingen-spielbergischen Oberamt Aufkirchen beansprucht. Die Reichsstadt Dinkelsbühl wollte sie auf ihren Gütern geltend machen. Die Dorf- und Gemeindeherrschaft war strittig zwischen dem Kastenamt Wassertrüdingen und dem Oberamt Aufkirchen. Grundherren waren
- Brandenburg-Ansbach (Verwalteramt Auhausen: 1 Söldengütlein; Kastenamt Wassertrüdingen: 1 Gütlein, 1 Haus; Bürgermeister und Rat Wassertrüdingen: 1 Hofgut, 1 Lehengut),
- Oettingen-Spielberg (Oberamt Aufkirchen: 2 Sölden, 2 Halbhäuser),
- Herzogtum Württemberg (Oberamt Weiltingen: 9 Anwesen),
- Reichsstadt Dinkelsbühl (Katholische Kirchenpflege: 1 Gut; Ratsamtspflege: 1 Gut; Reichalmosenpflege: 1 halbes Hofgut, 2 Viertelhofgüter)
- Deutscher Orden (Obervogteiamt Oettingen: 1 Sölde),
- Freieigen: 1 Gütlein.[8][9]

Infolge des Gemeindeedikts wurde Irsingen 1809 dem Steuerdistrikt und der Ruralgemeinde Aufkirchen zugeordnet. Mit dem Zweiten Gemeindeedikt (1818) entstand die Ruralgemeinde Irsingen. Sie war in Verwaltung und Gerichtsbarkeit dem Mediatuntergericht Aufkirchen zugeordnet und in der Finanzverwaltung dem Rentamt Oettingen (1850 bis 1919 Rentamt Wassertrüdingen, 1919 in Finanzamt Wassertrüdingen umbenannt, 1932–1973 Finanzamt Gunzenhausen, seit 1973 Finanzamt Ansbach). Die Verwaltung und Gerichtsbarkeit ging 1819 auf das Herrschaftsgericht Oettingen diesseits der Wörnitz über, von 1820 bis 1848 war das Herrschaftsgericht Mönchsroth zuständig, das 1848 in eine Gerichts- und Polizeibehörde umgewandelt wurde, die 1850 erlosch. Ab 1850 lag die Gerichtsbarkeit beim Landgericht Wassertrüdingen (1879 in das Amtsgericht Wassertrüdingen umgewandelt), von 1956 bis 1970 war das Amtsgericht Gunzenhausen zuständig und von 1970 bis 1973 das Amtsgericht Dinkelsbühl, das seit 1973 eine Zweigstelle des Amtsgerichtes Ansbach ist. Die Verwaltung übernahm 1862 das neu geschaffene Bezirksamt Dinkelsbühl (1938 in Landkreis Dinkelsbühl umbenannt). Mit der Auflösung des Landkreises Dinkelsbühl im Jahr 1972 kam Irsingen an den Landkreis Ansbach. Die Gemeinde hatte 1964 eine Gebietsfläche von 2,777 km². Im Zuge der Gebietsreform in Bayern wurde diese am 1. Januar 1972 nach Gerolfingen eingemeindet.

### Baudenkmäler
In Irsingen gibt es ein Baudenkmal:
- Haus Nr. 11: Ehemaliges Gasthaus, zweigeschossiger massiver Putzbau mit steilem Satteldach, bez. 1837.

### Bodendenkmäler
In der Gemarkung Irsingen gibt es vier Bodendenkmäler:
- Schanzenanlage vor- und frühgeschichtlicher Zeitstellung, Freilandstation des Mesolithikums.
- Siedlung des Frühmittelalters.
- Siedlung der Bronze- und Urnenfelderzeit.
- Siedlung vor- und frühgeschichtlicher oder mittelalterlicher Zeitstellung.

### Einwohnerentwicklung
| Jahr      | 1818   | 1840   | 1852   | 1855   | 1861   | 1867   | 1871   | 1875   | 1880   | 1885   | 1890   | 1895   | 1900   | 1905   | 1910   | 1919   | 1925   | 1933   | 1939   | 1946   | 1950   | 1952   | 1961   | 1970   | 1987   | 2006  | 2016  |
| Einwohner | 126    | 134    | 140    | 139    | 135    | 129    | 123    | 131    | 135    | 135    | 132    | 134    | 126    | 127    | 136    | 146    | 138    | 128    | 123    | 214    | 205    | 199    | 130    | 117    | 117    | 109 * | 102 * |
| Häuser    | 26     |        |        |        |        |        | 26     |        |        | 24     | 28     |        | 28     |        |        |        | 27     |        |        |        | 29     |        | 30     |        | 29     |       |       |
| Quelle    | [ 18 ] | [ 19 ] | [ 19 ] | [ 19 ] | [ 20 ] | [ 21 ] | [ 22 ] | [ 23 ] | [ 24 ] | [ 25 ] | [ 26 ] | [ 19 ] | [ 27 ] | [ 19 ] | [ 28 ] | [ 19 ] | [ 29 ] | [ 19 ] | [ 19 ] | [ 19 ] | [ 30 ] | [ 19 ] | [ 13 ] | [ 31 ] | [ 32 ] | [ 2 ] | [ 2 ] |

## Religion
Der Ort ist seit der Reformation evangelisch-lutherisch geprägt und bis heute nach St. Johannis (Aufkirchen) gepfarrt. Die Katholiken sind nach Mariä Himmelfahrt (Hirschbrunn) gepfarrt.

## Kultur

### Sehenswürdigkeiten
- In Irsingen befindet sich das Segelfluggelände Irsingen.
- Geführte Wanderungen durch Streuobstwiesen führen über das Ortsgebiet des Dorfes.
- Der Hesselberg liegt in unmittelbarer Umgebung.

### Vereine und Veranstaltungen
- Die Freiwillige Feuerwehr Irsingen besteht seit 1898 und betreibt ihre Jugendfeuerwehr.
- Zu den alljährlichen Festen und Veranstaltungen des Dorfes gehören die Anfertigung und das Aufstellen des Maibaums sowie der Weihnachtsmarkt und das Starkbierfest.